# Choi Hwa-jeong
Choi Hwa-jeong (10 de febrero de 1961) es una actriz, presentadora de radio y televisión. 

## Carrera
Su programa de radio Power Time, se transmite a través de la SBS Power FM desde 1996.

## Filmografía

### Películas
| Año  | Título                | Personaje          | Notas                                                                         |
| ---- | --------------------- | ------------------ | ----------------------------------------------------------------------------- |
| 2015 | Right Now, Wrong Then | Bang Soo-young     | junto a Kim Min-hee, Youn Yuh-jung, Gi Ju-bong, Jung Jae-young y Yoo Jun-sang |
| 2019 | Lucky Chan-sil        | Representante Park | Cameo                                                                         |

### Series de televisión
| Año  | Título                       | Papel              | Ref.              |
| ---- | ---------------------------- | ------------------ | ----------------- |
| 2001 | Hotelier                     | Lee Soon-jung      |                   |
| 2006 | High Kick!                   | Madre de Beom      |                   |
| 2010 | Kim Su-ro, The Iron King     | Nok Sa-dan         |                   |
| 2011 | The Greatest Love            | Representante Moon |                   |
| 2012 | Can We Get Married?          | Deul-rae           |                   |
| 2013 | One Warm Word                | Choi An-na         |                   |
| 2014 | Wonderful Days               | Ha Yeong-choon     |                   |
| 2016 | Don't Dare to Dream          | Kim Tae-ra         |                   |
| 2017 | Hit the Top                  | Radio DJ (cameo)   |                   |
| 2017 | Temperature of Love          | Lee Deul-lae       |                   |
| 2018 | Life on Mars                 |                    |                   |
| 2023 | Stealer: The Treasure Keeper | Lee Chun-ja        | [ 2 ] [ 3 ] [ 4 ] |

## Premios y nominaciones
| Año  | Premio                   | Categoría            | Trabajo                    | Resultado | Ref.        |
| ---- | ------------------------ | -------------------- | -------------------------- | --------- | ----------- |
| 2020 | SBS Entertainment Awards | Special Legend Award | Choi Hwa Jung’s Power Time | Ganadora  | [ 5 ] [ 6 ] |